# Delivered Ex Quay
Delivered Ex Quay (DEQ) är en Incoterm och betyder att godset är levererat när säljaren ställer godset till förfogande på kajen (quay) i angiven lossningshamn. Godset är ej importklarerat. Säljaren står för alla kostnader och risker fram till godset är avlastat på angiven lossningshamn efter detta står köparen för alla kostnader.
Denna term kan bara användas för sjötransporter eller godstransport som gör att godset finns till förfogande i angiven lossningshamn.
Transportdokument, transportrisk och kostnader för vidare godstransport övergår när godset finns till förfogande i lossningshamnen för importklarering.
Termen utgick 1 januari 2011 i och med nya riktlinjer och ersattes då av DAP (Delivered at Place) eller DAT (Delivered at Terminal).